# Arnauld
Arnauld är en fransk från Auvergne härstammande familj, av vars medlemmar flera intar ett framstående rum i Frankrikes historia.

## Kända medlemmar
- Antoine Arnauld den äldre
- Robert Arnauld d'Andilly
- Marie Angélique Arnauld
- Henri Arnauld
- Antoine Arnauld den yngre
- Antoine Arnauld den yngste
- Simon Arnauld de Pomponne